# Reprezentacja Gwatemali w piłce nożnej mężczyzn
Reprezentacja Gwatemali w piłce nożnej mężczyzn – drużyna piłkarska reprezentująca Republikę Gwatemali w zawodach międzynarodowych. Za jej funkcjonowanie odpowiedzialna jest Federación Nacional de Fútbol de Guatemala, organ zarządzający piłką nożną w Gwatemali. W reprezentacji mogą występować wyłącznie zawodnicy posiadający obywatelstwo gwatemalskie.
Drużyna potocznie nazywana jest Los Chapines bądź La Azul y Blanco. Selekcjonerem zespołu od 5 listopada 2021 jest Luis Fernando Tena.
Reprezentacja Gwatemali swój pierwszy oficjalny mecz międzypaństwowy rozegrała w 1921 roku przeciwko Hondurasowi. Głównym stadionem, na którym podejmuje rywali w roli gospodarza, jest obecnie Estadio Doroteo Guamuch Flores w stołecznym mieście Gwatemala.
Gwatemala nigdy nie zagrała w finałach Mistrzostw Świata, ale trzy razy wystąpiła na igrzyskach olimpijskich (1968, 1976, 1988). Od października 2016 do maja 2018 reprezentacja nie mogła rozgrywać spotkań międzynarodowych, gdyż FEDEFUT był zawieszony przez FIFA.

## Udział w turniejach międzynarodowych

### Mistrzostwa świata
| 1930  | Nie brała udziału          | Nie brała udziału          | Nie brała udziału          | Nie brała udziału          | Nie brała udziału          | Nie brała udziału          | Nie brała udziału          | Nie brała udziału          | –   | –  | –  | –  | –   | –   | –                              |
| 1934  | Nie brała udziału          | Nie brała udziału          | Nie brała udziału          | Nie brała udziału          | Nie brała udziału          | Nie brała udziału          | Nie brała udziału          | Nie brała udziału          | –   | –  | –  | –  | –   | –   | –                              |
| 1938  | Nie brała udziału          | Nie brała udziału          | Nie brała udziału          | Nie brała udziału          | Nie brała udziału          | Nie brała udziału          | Nie brała udziału          | Nie brała udziału          | –   | –  | –  | –  | –   | –   | –                              |
| 1950  | Nie brała udziału          | Nie brała udziału          | Nie brała udziału          | Nie brała udziału          | Nie brała udziału          | Nie brała udziału          | Nie brała udziału          | Nie brała udziału          | –   | –  | –  | –  | –   | –   | –                              |
| 1954  | Nie brała udziału          | Nie brała udziału          | Nie brała udziału          | Nie brała udziału          | Nie brała udziału          | Nie brała udziału          | Nie brała udziału          | Nie brała udziału          | –   | –  | –  | –  | –   | –   | –                              |
| 1958  | Nie zakwalifikowała się    | Nie zakwalifikowała się    | Nie zakwalifikowała się    | Nie zakwalifikowała się    | Nie zakwalifikowała się    | Nie zakwalifikowała się    | Nie zakwalifikowała się    | Nie zakwalifikowała się    | 3   | 0  | 0  | 3  | 4   | 12  | Cuevas                         |
| 1962  | Nie zakwalifikowała się    | Nie zakwalifikowała się    | Nie zakwalifikowała się    | Nie zakwalifikowała się    | Nie zakwalifikowała się    | Nie zakwalifikowała się    | Nie zakwalifikowała się    | Nie zakwalifikowała się    | 4   | 0  | 2  | 2  | 7   | 10  | Casés Penadés                  |
| 1966  | Nie brała udziału          | Nie brała udziału          | Nie brała udziału          | Nie brała udziału          | Nie brała udziału          | Nie brała udziału          | Nie brała udziału          | Nie brała udziału          | –   | –  | –  | –  | –   | –   | –                              |
| 1970  | Nie zakwalifikowała się    | Nie zakwalifikowała się    | Nie zakwalifikowała się    | Nie zakwalifikowała się    | Nie zakwalifikowała się    | Nie zakwalifikowała się    | Nie zakwalifikowała się    | Nie zakwalifikowała się    | 4   | 1  | 2  | 1  | 5   | 3   | Viccino                        |
| 1974  | Nie zakwalifikowała się    | Nie zakwalifikowała się    | Nie zakwalifikowała się    | Nie zakwalifikowała się    | Nie zakwalifikowała się    | Nie zakwalifikowała się    | Nie zakwalifikowała się    | Nie zakwalifikowała się    | 7   | 2  | 3  | 2  | 6   | 6   | Amorín, Valdez Moraga, Wellman |
| 1978  | Nie zakwalifikowała się    | Nie zakwalifikowała się    | Nie zakwalifikowała się    | Nie zakwalifikowała się    | Nie zakwalifikowała się    | Nie zakwalifikowała się    | Nie zakwalifikowała się    | Nie zakwalifikowała się    | 11  | 4  | 3  | 4  | 23  | 16  | Cavagnaro, Amorín, Wellman     |
| 1982  | Nie zakwalifikowała się    | Nie zakwalifikowała się    | Nie zakwalifikowała się    | Nie zakwalifikowała się    | Nie zakwalifikowała się    | Nie zakwalifikowała się    | Nie zakwalifikowała się    | Nie zakwalifikowała się    | 8   | 3  | 3  | 2  | 10  | 2   | Amorín                         |
| 1986  | Nie zakwalifikowała się    | Nie zakwalifikowała się    | Nie zakwalifikowała się    | Nie zakwalifikowała się    | Nie zakwalifikowała się    | Nie zakwalifikowała się    | Nie zakwalifikowała się    | Nie zakwalifikowała się    | 4   | 2  | 1  | 1  | 7   | 3   | Šekularac                      |
| 1990  | Nie zakwalifikowała się    | Nie zakwalifikowała się    | Nie zakwalifikowała się    | Nie zakwalifikowała się    | Nie zakwalifikowała się    | Nie zakwalifikowała się    | Nie zakwalifikowała się    | Nie zakwalifikowała się    | 10  | 3  | 2  | 5  | 9   | 11  | Roldán, Amorín                 |
| 1994  | Nie zakwalifikowała się    | Nie zakwalifikowała się    | Nie zakwalifikowała się    | Nie zakwalifikowała się    | Nie zakwalifikowała się    | Nie zakwalifikowała się    | Nie zakwalifikowała się    | Nie zakwalifikowała się    | 2   | 0  | 1  | 1  | 0   | 2   | Brindisi                       |
| 1998  | Nie zakwalifikowała się    | Nie zakwalifikowała się    | Nie zakwalifikowała się    | Nie zakwalifikowała się    | Nie zakwalifikowała się    | Nie zakwalifikowała się    | Nie zakwalifikowała się    | Nie zakwalifikowała się    | 8   | 4  | 2  | 2  | 9   | 10  | Verón (2 mecze), Cordero (6)   |
| 2002  | Nie zakwalifikowała się    | Nie zakwalifikowała się    | Nie zakwalifikowała się    | Nie zakwalifikowała się    | Nie zakwalifikowała się    | Nie zakwalifikowała się    | Nie zakwalifikowała się    | Nie zakwalifikowała się    | 13  | 6  | 3  | 4  | 23  | 15  | Miloc (3), Cortés (10)         |
| 2006  | Nie zakwalifikowała się    | Nie zakwalifikowała się    | Nie zakwalifikowała się    | Nie zakwalifikowała się    | Nie zakwalifikowała się    | Nie zakwalifikowała się    | Nie zakwalifikowała się    | Nie zakwalifikowała się    | 18  | 7  | 4  | 7  | 27  | 29  | Maradiaga                      |
| 2010  | Nie zakwalifikowała się    | Nie zakwalifikowała się    | Nie zakwalifikowała się    | Nie zakwalifikowała się    | Nie zakwalifikowała się    | Nie zakwalifikowała się    | Nie zakwalifikowała się    | Nie zakwalifikowała się    | 8   | 3  | 2  | 3  | 15  | 8   | Maradiaga                      |
| 2014  | Nie zakwalifikowała się    | Nie zakwalifikowała się    | Nie zakwalifikowała się    | Nie zakwalifikowała się    | Nie zakwalifikowała się    | Nie zakwalifikowała się    | Nie zakwalifikowała się    | Nie zakwalifikowała się    | 12  | 9  | 1  | 2  | 28  | 11  | Almeida                        |
| 2018  | Nie zakwalifikowała się    | Nie zakwalifikowała się    | Nie zakwalifikowała się    | Nie zakwalifikowała się    | Nie zakwalifikowała się    | Nie zakwalifikowała się    | Nie zakwalifikowała się    | Nie zakwalifikowała się    | 10  | 5  | 2  | 3  | 21  | 12  | Sopegno (6), Claverí (4)       |
| 2022  | Nie zakwalifikowała się    | Nie zakwalifikowała się    | Nie zakwalifikowała się    | Nie zakwalifikowała się    | Nie zakwalifikowała się    | Nie zakwalifikowała się    | Nie zakwalifikowała się    | Nie zakwalifikowała się    | 4   | 3  | 1  | 0  | 14  | 0   | Villatoro                      |
| 2026  | Kwalifikacje do rozegrania | Kwalifikacje do rozegrania | Kwalifikacje do rozegrania | Kwalifikacje do rozegrania | Kwalifikacje do rozegrania | Kwalifikacje do rozegrania | Kwalifikacje do rozegrania | Kwalifikacje do rozegrania |     |    |    |    |     |     |                                |
| Razem | brak występów              | brak występów              | brak występów              | brak występów              | brak występów              | brak występów              | brak występów              | brak występów              | 126 | 52 | 32 | 42 | 208 | 150 |                                |

### Złoty Puchar CONCACAF
- 1991 – Faza grupowa
- 1993 – Nie brała udziału
- 1996 – IV miejsce
- 1998 – Faza grupowa
- 2000 – Faza grupowa
- 2002 – Faza grupowa
- 2003 – Faza grupowa
- 2005 – Faza grupowa
- 2007 – Ćwierćfinał
- 2009 – Nie zakwalifikowała się
- 2011 – Ćwierćfinał
- 2013 – Nie zakwalifikowała się
- 2015 – Faza grupowa
- 2017 – Nie brała udziału
- 2019 – Nie zakwalifikowała się
- 2021 – Faza grupowa

### Copa Centroamericana
- 1991 – III miejsce
- 1993 – Nie brała udziału
- 1995 – II miejsce
- 1997 – II miejsce
- 1999 – II miejsce
- 2001 – Mistrzostwo
- 2003 – II miejsce
- 2005 – III miejsce
- 2007 – III miejsce
- 2009 – Faza grupowa
- 2011 – Faza grupowa
- 2013 – Faza grupowa
- 2014 – II miejsce
- 2017 – Nie brała udziału

## Ranking FIFA
Pod koniec 1990 FIFA po raz pierwszy opublikowała ranking reprezentacji narodowych członków światowej federacji za miniony rok. Ranking roczny opublikowano również na koniec 1991 i 1992, natomiast od sierpnia 1993 zestawienie opracowywane jest i publikowane co miesiąc (z rzadkimi wyjątkami, kiedy ranking nie był publikowany). 
Gwatemala najwyższe miejsce w tym zestawieniu (50.) osiągnęła w sierpniu 2006, z kolei najniższe (163.) w listopadzie 1995. Największy awans Gwatemala zanotowała we wrześniu 2014 (o 77 pozycji), natomiast największy spadek nastąpił w październiku 2006 (o 35 miejsc).
Od stycznia 2017 do grudnia 2017 Gwatemala nie była notowana w rankingu ze względu na zawieszenie w prawach członka FIFA.
Pozycje reprezentacji Gwatemali w rankingu FIFA:
| Miesiąc/rok | I   | II  | III | IV  | V   | VI  | VII | VIII | IX  | X   | XI  | XII |
| ----------- | --- | --- | --- | --- | --- | --- | --- | ---- | --- | --- | --- | --- |
| 1990        |     |     |     |     |     |     |     |      |     |     |     | –   |
| 1991        |     |     |     |     |     |     |     |      |     |     |     | –   |
| 1992        |     |     |     |     |     |     |     |      |     |     |     | 83  |
| 1993        |     |     |     |     |     |     |     | 112  | 113 | 114 | 117 | 120 |
| 1994        | –   | 123 | 128 | 128 | 132 | 134 | 135 | –    | 139 | 144 | 147 | 149 |
| 1995        | –   | 152 | –   | 152 | 153 | 155 | 159 | 159  | 139 | 162 | 163 | 145 |
| 1996        | 123 | 126 | –   | 111 | 99  | –   | 108 | 111  | 113 | 116 | 114 | 105 |
| 1997        | –   | 106 | –   | 102 | 91  | 90  | 93  | 93   | 90  | 88  | 89  | 83  |
| 1998        | –   | 71  | 70  | 67  | 75  | –   | 74  | 75   | 82  | 82  | 83  | 73  |
| 1999        | 76  | 76  | 73  | 71  | 73  | 75  | 76  | 74   | 73  | 71  | 71  | 73  |
| 2000        | 73  | 73  | 73  | 74  | 74  | 72  | 67  | 60   | 62  | 60  | 61  | 56  |
| 2001        | 57  | 57  | 58  | 59  | 59  | 56  | 58  | 61   | 62  | 62  | 66  | 67  |
| 2002        | 59  | 66  | 65  | 63  | 62  | –   | 65  | 68   | 72  | 75  | 74  | 78  |
| 2003        | 80  | 81  | 54  | 56  | 58  | 65  | 65  | 64   | 66  | 74  | 73  | 77  |
| 2004        | 78  | 79  | 81  | 82  | 82  | 87  | 88  | 79   | 64  | 61  | 62  | 71  |
| 2005        | 68  | 70  | 62  | 60  | 60  | 59  | 61  | 59   | 57  | 56  | 55  | 56  |
| 2006        | 56  | 58  | 58  | 61  | 62  | –   | 53  | 50   | 66  | 101 | 102 | 105 |
| 2007        | 105 | 87  | 90  | 90  | 87  | 81  | 75  | 80   | 88  | 100 | 104 | 106 |
| 2008        | 105 | 94  | 95  | 95  | 91  | 89  | 104 | 100  | 99  | 89  | 108 | 109 |
| 2009        | 109 | 110 | 113 | 111 | 111 | 112 | 109 | 107  | 111 | 130 | 125 | 121 |
| 2010        | –   | 131 | 129 | 115 | 115 | 114 | 118 | 119  | 115 | 122 | 126 | 118 |
| 2011        | 117 | 126 | 125 | 125 | 124 | 118 | 115 | 113  | 109 | 99  | 90  | 90  |
| 2012        | 89  | 84  | 86  | 82  | 83  | 85  | 88  | 88   | 91  | 81  | 76  | 80  |
| 2013        | 87  | 88  | 91  | 94  | 94  | 88  | 93  | 93   | 100 | 112 | 115 | 113 |
| 2014        | 112 | 126 | 126 | 124 | 124 | 127 | 134 | 134  | 57  | 72  | 73  | 72  |
| 2015        | 73  | 82  | 82  | 90  | 90  | 93  | 105 | 108  | 98  | 82  | 91  | 94  |
| 2016        | 93  | 96  | 95  | 89  | 89  | 91  | 90  | 82   | 79  | 83  | 79  | 79  |
| 2017        | –   | –   | –   | –   | –   | –   | –   | –    | –   | –   | –   | –   |
| 2018        | 128 | 127 | 126 | 140 | 141 | 146 | 133 | 146  | 147 | 147 | 149 | 149 |
| 2019        | –   | 149 | –   | 143 | –   | 145 | 144 | –    | 133 | 131 | 130 | 130 |
| 2020        | –   | 130 | –   | 130 | –   | 130 | 130 | –    | 130 | 131 | 131 | 131 |
| 2021        | –   | 130 |     |     |     |     |     |      |     |     |     |     |

## Rekordy

### Najwięcej występów

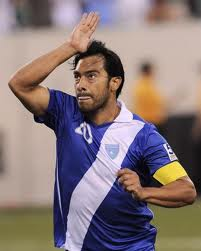
Carlos Ruiz, rekordzista pod względem liczby występów i goli

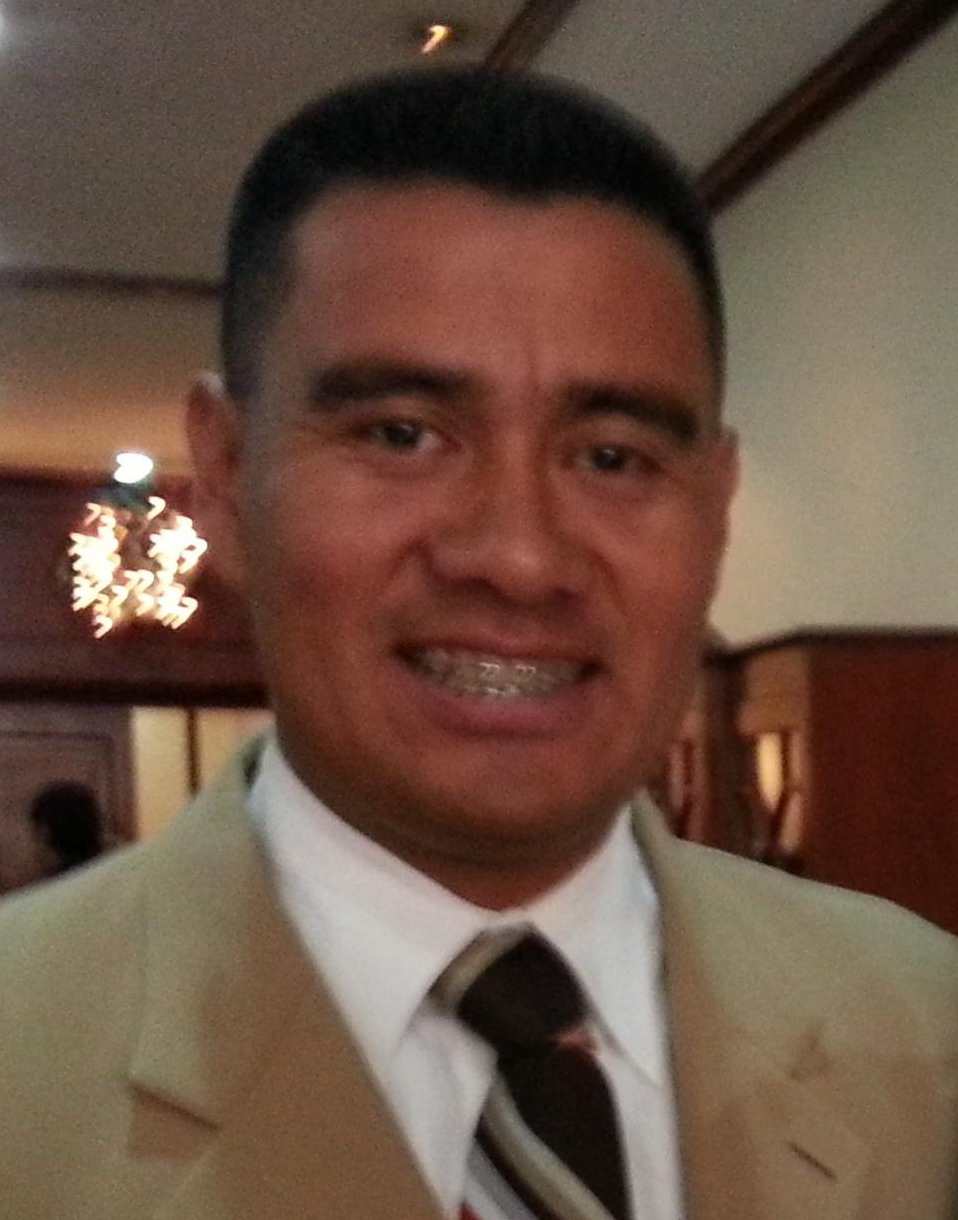
Gonzalo Romero, zajmujący 6. miejsce pod względem liczby występów

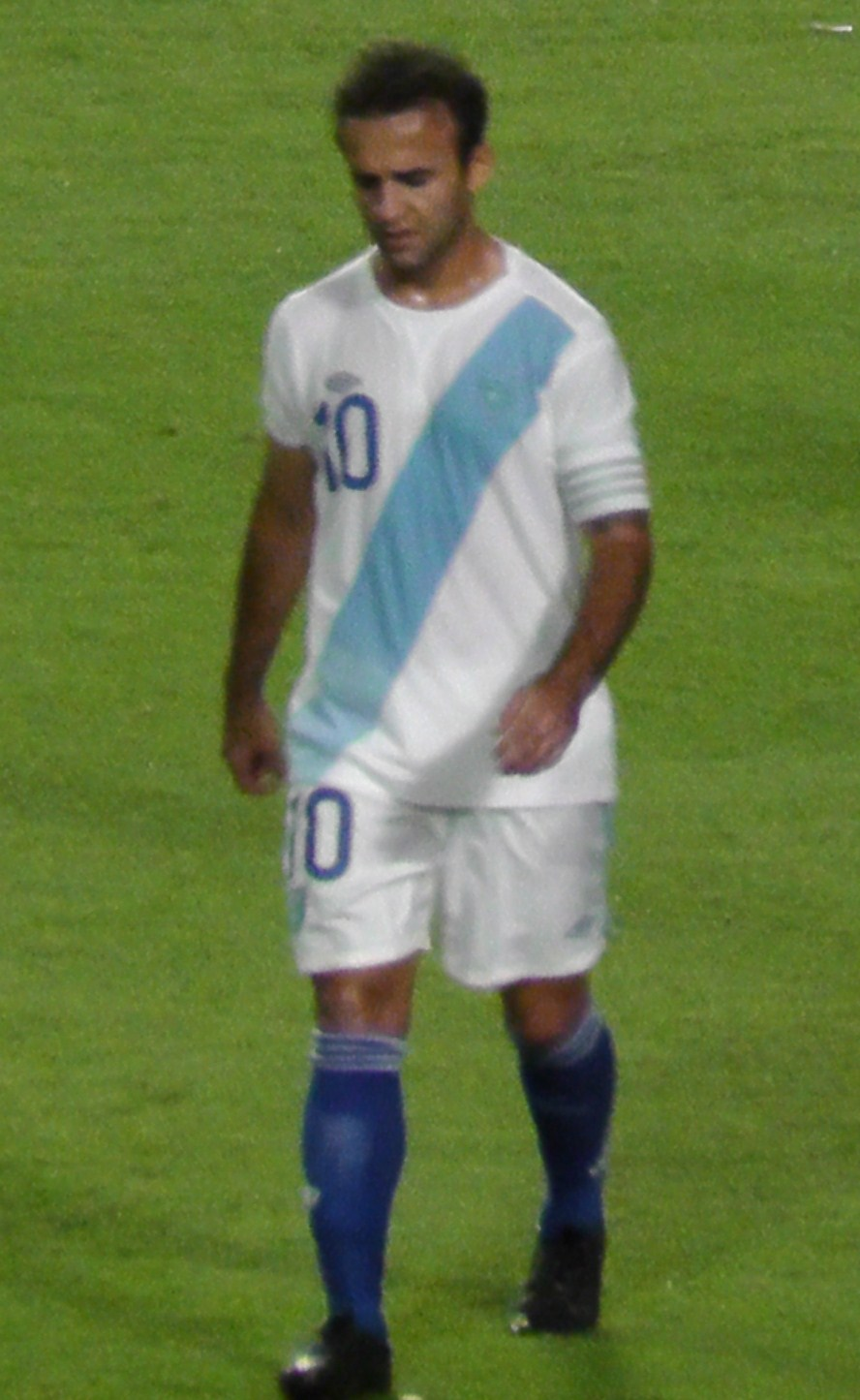
José Manuel Contreras, zajmujący 10. miejsce pod względem liczby występów

Lista zawodników z największą liczbą oficjalnych gier w gwatemalskiej drużynie narodowej w kategorii A (wg stanu z 22 stycznia 2021 po meczu z Portorykiem). Pogrubiono piłkarzy obecnie aktywnych w grze reprezentacyjnej. Graczy z taką samą liczbą występów uszeregowano w kolejności chronologicznej.
| #   | Zawodnik              | Pozycja | Lata      | Występy |
| --- | --------------------- | ------- | --------- | ------- |
| 1.  | Carlos Ruiz           | NA      | 1998–2016 | 133     |
| 2.  | Guillermo Ramírez     | PO      | 1997–2012 | 106     |
| 3.  | Gustavo Cabrera       | OB      | 2000–2012 | 104     |
| 4.  | Fredy Thompson        | PO      | 2001–2015 | 96      |
| 5.  | Juan Carlos Plata     | NA      | 1996–2010 | 87      |
| 6.  | Gonzalo Romero        | PO      | 2000–2012 | 83      |
| 7.  | Julio Girón           | PO      | 1992–2006 | 82      |
| 8.  | Edgar Estrada         | BR      | 1995–2003 | 80      |
| 9.  | Mario Rodríguez       | NA      | 2003–2013 | 79      |
| 10. | José Manuel Contreras | PO      | 2006–     | 77      |
| 11. | Freddy García         | PO      | 1998–2011 | 73      |
| 12. | Dwight Pezzarossi     | NA      | 2000–2012 | 72      |
| 13. | Erick Miranda         | OB      | 1991–2001 | 69      |
| 14. | Edgar Valencia        | PO      | 1991–2003 | 68      |
| 15. | Germán Ruano          | OB      | 1995–2001 | 67      |
| 15. | Carlos Gallardo       | OB      | 2008–     | 67      |

### Najlepsi strzelcy
Lista zawodników z największą liczbą oficjalnych goli w gwatemalskiej drużynie narodowej w kategorii A (wg stanu z 22 stycznia 2021 po meczu z Portorykiem). Pogrubiono piłkarzy obecnie aktywnych w grze reprezentacyjnej. Graczy z taką samą liczbą goli uszeregowano w kolejności chronologicznej.
| #  | Zawodnik          | Pozycja | Lata      | Gole |
| -- | ----------------- | ------- | --------- | ---- |
| 1. | Carlos Ruiz       | NA      | 1998–2016 | 68   |
| 2. | Juan Carlos Plata | NA      | 1996–2010 | 35   |
| 3. | Freddy García     | PO      | 1998–2011 | 23   |
| 4. | Edwin Westphal    | NA      | 1985–1998 | 16   |
| 4. | Guillermo Ramírez | PO      | 1997–2012 | 16   |
| 4. | Dwight Pezzarossi | NA      | 2000–2012 | 16   |
| 7. | Juan Manuel Funes | PO      | 1985–2000 | 15   |

## Selekcjonerzy
Lista obejmuje wszystkich selekcjonerów prowadzących na przestrzeni lat piłkarską reprezentację Gwatemali (statystyki wg stanu z 22 stycznia 2021 po meczu z Portorykiem). Kursywa oznacza selekcjonera tymczasowego. Z powodu braku informacji źródłowych w wielu przypadkach zamiast dat oficjalnej nominacji oraz dymisji ze stanowiska zastosowano miesiąc rozegrania pierwszego i ostatniego spotkania pod wodzą danego selekcjonera.
| Lp. | Selekcjoner                        | Narodowość            | Od               | Do               | Bilans | Bilans | Bilans | Bilans | Bilans | Bilans | Bilans |
| Lp. | Selekcjoner                        | Narodowość            | Od               | Do               | M      | Z      | R      | P      | B+     | B–     | %      |
| --- | ---------------------------------- | --------------------- | ---------------- | ---------------- | ------ | ------ | ------ | ------ | ------ | ------ | ------ |
| 1.  | Rafael Villacorta                  | Gwatemala             | wrzesień 1921    | wrzesień 1921    | 1      | 1      | 0      | 0      | 9      | 0      | 100%   |
| 2.  | Carlos Aguirre Constantino Kiehnle | Gwatemala · Gwatemala | wrzesień 1921    | wrzesień 1921    | 1      | 0      | 0      | 1      | 0      | 6      | 0%     |
| 3.  | Roberto Figueredo                  | Kostaryka             | marzec 1930      | marzec 1930      | 2      | 0      | 0      | 2      | 3      | 16     | 0%     |
| 4.  | Jimmy Elliott                      | Anglia                | marzec 1935      | kwiecień 1935    | 5      | 0      | 1      | 4      | 6      | 17     | 6,67%  |
| 5.  | Manuel Felipe Carrera              | Gwatemala             | grudzień 1943    | grudzień 1943    | 6      | 4      | 1      | 1      | 21     | 11     | 72,22% |
| 6.  | Juan Aguirre                       | Gwatemala             | luty 1946        | marzec 1946      | 5      | 3      | 1      | 1      | 20     | 10     | 66,67% |
| 7.  | Manuel Felipe Carrera              | Gwatemala             | grudzień 1946    | grudzień 1946    | 6      | 1      | 1      | 4      | 12     | 19     | 22,22% |
| 8.  | José Alberto Cevasco               | Argentyna             | marzec 1948      | marzec 1948      | 8      | 3      | 4      | 1      | 20     | 16     | 54,17% |
| 9.  | Enrique Palomini                   | Argentyna             | luty 1950        | marzec 1950      | 8      | 3      | 3      | 2      | 9      | 8      | 50%    |
| 10. | Juan Aguirre                       | Gwatemala             | marzec 1953      | marzec 1953      | 6      | 3      | 2      | 1      | 8      | 8      | 61,11% |
| 11. | Alfredo Cuevas                     | Argentyna             | lipiec 1955      | marzec 1957      | 8      | 2      | 0      | 6      | 14     | 28     | 25%    |
| 12. | José Casés Penadés                 | Hiszpania             | sierpień 1960    | wrzesień 1960    | 3      | 0      | 2      | 1      | 7      | 8      | 22,22% |
| 13. | José Alberto Cevasco               | Argentyna             | marzec 1961      | marzec 1961      | 4      | 2      | 0      | 2      | 7      | 7      | 50%    |
| 14. | Lorenzo Ausina Tur                 | Hiszpania             | marzec 1963      | marzec 1963      | 6      | 2      | 2      | 2      | 10     | 9      | 44,44% |
| 15. | César Viccino                      | Argentyna             | marzec 1965      | kwiecień 1965    | 7      | 3      | 1      | 3      | 12     | 12     | 47,62% |
| 16. | Rubén Amorín                       | Urugwaj               | 1967             | 1967             |        |        |        |        |        |        |        |
| 17. | César Viccino                      | Argentyna             | 1968             | 1969             |        |        |        |        |        |        |        |
| 18. | Lorenzo Ausina Tur                 | Hiszpania             | 1969             | 1969             |        |        |        |        |        |        |        |
| 19. | Carmelo Faraone                    | Argentyna             | październik 1971 | październik 1971 | 2      | 0      | 1      | 1      | 1      | 2      | 16,67% |
| 20. | Alfo Geronazzo                     | Argentyna             | 1971             | 1972             |        |        |        |        |        |        |        |
| 21. | Néstor Valdez Moraga               | Chile                 | 1973             | 1973             |        |        |        |        |        |        |        |
| 22. | Carlos Cavagnaro                   | Argentyna             | 1976             | 1976             |        |        |        |        |        |        |        |
| 23. | Rubén Amorín                       | Urugwaj               | 1976             | 1976             |        |        |        |        |        |        |        |
| 24. | Carlos Wellmann                    | Gwatemala             | 1977             | 1977             |        |        |        |        |        |        |        |
| 25. | José Ernesto Romero                | Gwatemala             | 1979             | 1979             |        |        |        |        |        |        |        |
| 26. | Rubén Amorín                       | Urugwaj               | 1980             | 1980             |        |        |        |        |        |        |        |
| 27. | Carlos Cavagnaro                   | Argentyna             | 1983             | 1983             |        |        |        |        |        |        |        |
| 28. | Dragoslav Šekularac                | Serbia                | 1984             | 1985             |        |        |        |        |        |        |        |
| 29. | Julio César Cortés                 | Urugwaj               | 1987             | 1987             |        |        |        |        |        |        |        |
| 30. | Jorge Roldán                       | Gwatemala             | 1988             | 1988             |        |        |        |        |        |        |        |
| 31. | Rubén Amorín                       | Urugwaj               | 1989             | 1990             |        |        |        |        |        |        |        |
| 32. | Haroldo Cordón                     | Gwatemala             | 1991             | 1991             | 6      | 1      | 2      | 3      | 1      | 6      | 27,78% |
| 33. | Miguel Ángel Brindisi              | Argentyna             | 1992             | 1992             |        |        |        |        |        |        |        |
| 34. | Jorge Roldán                       | Gwatemala             | grudzień 1995    | grudzień 1995    | 4      | 2      | 0      | 2      | 2      | 5      | 50%    |
| 35. | Juan Ramón Verón                   | Argentyna             | styczeń 1996     | maj 1996         | 8      | 4      | 0      | 4      | 9      | 8      | 50%    |
| 36. | Horacio Cordero                    | Argentyna             | sierpień 1996    | grudzień 1996    | 12     | 4      | 4      | 4      | 12     | 15     | 44,44% |
| 37. | Miguel Ángel Brindisi              | Argentyna             | luty 1997        | luty 1998        | 15     | 5      | 8      | 2      | 20     | 14     | 51,11% |
| 38. | Eduardo Luján Manera               | Argentyna             | marzec 1998      | grudzień 1998    | 2      | 0      | 2      | 0      | 5      | 5      | 33,33% |
| 39. | Benjamín Monterroso                | Gwatemala             | grudzień 1998    | styczeń 2000     | 19     | 5      | 6      | 8      | 17     | 23     | 36,84% |
| 40. | Carlos Miloc                       | Urugwaj               | styczeń 2000     | maj 2000         | 7      | 2      | 3      | 2      | 9      | 10     | 42,86% |
| 41. | Julio César Cortés                 | Urugwaj               | maj 2000         | luty 2003        | 33     | 13     | 12     | 8      | 51     | 34     | 51,52% |
| 42. | Víctor Manuel Aguado               | Meksyk                | kwiecień 2003    | grudzień 2003    | 7      | 1      | 2      | 4      | 5      | 10     | 23,81% |
| 43. | Ramón Maradiaga                    | Honduras              | marzec 2004      | październik 2005 | 43     | 18     | 9      | 16     | 63     | 60     | 48,84% |
| –   | Iván León                          | Gwatemala             | luty 2006        | luty 2006        | 1      | 0      | 0      | 1      | 0      | 4      | 0%     |
| 44. | Hernán Darío Gómez                 | Kolumbia              | kwiecień 2006    | luty 2008        | 20     | 5      | 5      | 10     | 15     | 24     | 33,33% |
| 45. | Ramón Maradiaga                    | Honduras              | marzec 2008      | październik 2008 | 13     | 5      | 4      | 4      | 19     | 9      | 48,72% |
| 46. | Benjamín Monterroso                | Gwatemala             | październik 2008 | styczeń 2009     | 5      | 1      | 0      | 4      | 2      | 8      | 20%    |
| –   | Antonio García                     | Gwatemala             | luty 2009        | czerwiec 2009    | 3      | 0      | 1      | 2      | 1      | 5      | 11,11% |
| 47. | Ever Hugo Almeida                  | Paragwaj              | maj 2010         | styczeń 2013     | 42     | 17     | 7      | 18     | 65     | 58     | 46,03% |
| –   | Víctor Hugo Monzón                 | Gwatemala             | styczeń 2013     | sierpień 2013    | 4      | 0      | 1      | 3      | 1      | 14     | 8,33%  |
| –   | Sergio Pardo                       | Chile                 | sierpień 2013    | wrzesień 2013    | 1      | 0      | 0      | 1      | 0      | 3      | 0%     |
| 48. | Iván Franco Sopegno                | Argentyna             | maj 2014         | grudzień 2015    | 23     | 8      | 5      | 10     | 23     | 26     | 42,03% |
| 49. | Walter Claverí                     | Gwatemala             | styczeń 2016     | listopad 2016    | 9      | 4      | 3      | 2      | 19     | 18     | 55,56% |
| 50. | Walter Claverí                     | Gwatemala             | czerwiec 2018    | marzec 2019      | 6      | 2      | 0      | 4      | 5      | 15     | 33,33% |
| 51. | Amarini Villatoro                  | Gwatemala             | marzec 2019      | 2019-03          | 13     | 8      | 2      | 3      | 38     | 9      | 66,67% |